# Björn Afzelius bästa vol 2
Björn Afzelius bästa vol 2 är ett samlingsalbum av Björn Afzelius, utgivet 1987.

## Låtlista
1. "Evelina" - 5:43 (live)
2. "Natt i Ligurien" - 3:28
3. "Medan bomberna faller" - 5:47 (live)
4. "Det räcker nu!" - 4:36
5. "Juanita" - 5:08 (live)
6. "Folkens kamp" - 4:56
7. "Ikaros" - 3:37
8. "Svarta gänget" - 3:25
9. "En kungens man" - 3:34 (live)
10. "Vi lever ännu" - 5:38
11. "The American Way" - 7:51 (live)
12. "Hiroshima" - 13:35